# Johns Creek
Johns Creek város az USA Georgia államában, Fulton megyében. Lakosainak száma 82 453 fő (2020. április 1.).

## Népesség
A település népességének változása:

| 2010 | 76 728 |
| 2020 | 82 453 |